# 比粟毒
比粟毒（呉音：びそくどく、漢音：ひしょくとく、拼音：Bǐsùdú、生没年不詳）は、回紇部の俟利発（イルテベル：部族長）で瀚海都督。婆閏の甥。姓は薬羅葛（ヤグラカル）氏で、名は比粟毒。『新唐書』では比栗（Bǐlì）と表記。

## 生涯
龍朔中（661年 - 663年）、婆閏が死ぬと、甥の比粟毒は回紇部を率いて同羅部・僕固部と共に犯辺し、唐に対して反旗を翻した。唐の高宗は鄭仁泰に命じて僕固らを討平させ、比粟毒を敗走させると、鉄勒本部をもって天山県とした。龍朔3年（663年）、唐は燕然都護府を回紇に領させ、瀚海都護府とした。
永隆中（680年 - 681年）に比粟毒が死ぬと、子の独解支が後を継いだ。

## 参考資料
- 『旧唐書』（本紀第四 高宗上、列伝第一百四十五 迴紇）
- 『新唐書』（列伝第一百四十二上 回鶻上）